# Lungeemboli
Lungeemboli eller blodprop i lungerne er en komplikation ved dyb venetrombose. Trombosen (blodproppen) løsner sig og følger blodstrømmen i venen til hjertet og derfra ud i lungekredsløbet. Her sætter den sig fast og blokerer blodtilførslen til en del af lungen. En blodprop kan løsnes når som helst, men ofte i forbindelse med aktivitet.
Diagnosen kan fastslås ved lungeskintigrafi med lungeperfusionsskintigrafi og lungeventilationsskintigrafi.

## Symptomer
Symptomerne afhænger af størrelsen på blodproppen, og hvor den sætter sig fast. Store embolier kan give pludselig åndenød eller andre alvorlige symptomer. Akutte, stærke brystsmerter kan forekomme ved større embolier.
| Sygdom | Spire Denne artikel om sygdom er en spire som bør udbygges. Du er velkommen til at hjælpe Wikipedia ved at udvide den. |